# قائمة حلقات جوجوتسو كايسن
انمي جوجوتسو كايسن هو مسلسل أنمي تلفزيوني مقتبس من سلسلة مانغا تحمل نفس الاسم من تأليف جيج أكوتامي. تم الإعلان عن تحويله لأنمي في العدد 52 من مجلة شونن جمب الأسبوعية والذي نُشر في 25 نوفمبر 2019.

## قائمة الحلقات
| الرقم | العنوان                                                                                            | إخراج           | تاريخ العرض الأصلي |
| ----- | -------------------------------------------------------------------------------------------------- | --------------- | ------------------ |
| 1     | ريومِن سوكونا (باليابانية: 両面宿儺)                                                                | يوي أوميموتو    | 3 أكتوبر 2020      |
| 2     | من أجل نفسي (باليابانية: 自分のために)                                                             | ريوهي تاكيشيتا  | 10 أكتوبر 2020     |
| 3     | فتاة الفولاذ (باليابانية: 鉄骨娘)                                                                  | كاكوشي إيفوكو   | 17 أكتوبر 2020     |
| 4     | يجب أن يموت رحم اللعنة (باليابانية: 呪胎戴天)                                                      | هيدياكي آبي     | 24 أكتوبر 2020     |
| 5     | يجب أن يموت رحم اللعنة (2) (باليابانية: －呪胎戴天－弐)                                            | يوسوكي تاكادا   | 31 أكتوبر 2020     |
| 6     | بعد المطر (باليابانية: 雨後)                                                                       | إيري ناجاتا     | 7 نوفمبر 2020      |
| 7     | اعتداء (باليابانية: 急襲)                                                                          | سونغ هوو بارك   | 14 نوفمبر 2020     |
| 8     | ملل (باليابانية: 退屈)                                                                             | شوتا قوشزونو    | 21 نوفمبر 2020     |
| 9     | الضعفاء والجزاء العكسي (باليابانية: 幼魚と逆罰))                                                   | ريوهي تاكيشيتا  | 28 نوفمبر 2020     |
| 10    | تحويل بلا مجهود (باليابانية: 無為転変)                                                             | كين تاكاهاشي    | 5 ديسمبر 2020      |
| 11    | متعصب (باليابانية: 固陋蠢愚)                                                                       | دايسوكي تسوكوشي | 12 ديسمبر 2020     |
| 12    | إليك، يومًا ما (باليابانية: いつかの君へ)                                                           | ماساتاكا أكاي   | 19 ديسمبر 2020     |
| 13    | غدًا (باليابانية: また明日)                                                                         | هيرونوري تاناكا | 26 ديسمبر 2020     |
| 14    | فعالية ثانوية كيوتو الشقيقة التبادلية - القتال الجماعي 0 (باليابانية: －⓪京都姉妹校交流会－団体戦) | تشي نيشيزاوا    | 16 يناير 2021      |
| 15    | فعالية ثانوية كيوتو الشقيقة التبادلية - القتال الجماعي 1 (باليابانية: －①京都姉妹校交流会－団体戦) | هيدياكي آبي     | 23 يناير 2021      |
| 16    | فعالية ثانوية كيوتو الشقيقة التبادلية - القتال الجماعي 2 (باليابانية: －②京都姉妹校交流会－団体戦) | ماكوتو ناكازونو | 30 يناير 2021      |
| 17    | فعالية ثانوية كيوتو الشقيقة التبادلية - القتال الجماعي 3 (باليابانية: －③京都姉妹校交流会－団体戦) | شوتا قوشزونو    | 6 فبراير 2021      |
| 18    | حكيم (باليابانية: 賢者)                                                                            | يوسوكي تاكادا   | 13 فبراير 2021     |
| 19    | وميض أسود (باليابانية: 黒閃)                                                                       | ريو ناكاياما    | 20 فبراير 2021     |
| 20    | لا معياري (باليابانية: 規格外)                                                                     | ماساتاكا أكاي   | 27 فبراير 2021     |
| 21    | جوجيتسو كوشيين (باليابانية: 呪術甲子園)                                                            | يوي أوميموتو    | 6 مارس 2021        |
| 22    | أصل الطاعة العمياء (باليابانية: 起首雷同)                                                          | تومومي كامييا   | 13 مارس 2021       |
| 23    | أصل الطاعة العمياء (2) (باليابانية: ―起首雷同―弐)                                                  | تشي نيشيزاوا    | 20 مارس 2021       |
| 24    | تواطؤ (باليابانية: 共犯)                                                                           | سونغ هوو بارك   | 27 مارس 2021       |